# Christoph Schneider
Christoph "Doom" Schneider (Istočni Berlin, 11. svibnja 1966.) je njemački glazbenik, najpoznatiji kao bubnjar industrijal metal sastava Rammstein.

## Rani život
Schneider je rođen u Berlinu u Istočnoj Njemačkoj. Za glazbu se počeo zanimati u osnovnoj školi, gdje je svirao trubu. Njegov mu je brat poklonio bubnjeve od aluminijskih limenki kada je imao 14 godina, pošto je stalno govorio kako želi biti glazbenik. Napustio je školu sa 16 godina i zaposlio se kao telekomunikacijski pomoćnik. 1984., služio je za Istočnonjemačku vojsku. Jedini je od svih šest članova Rammsteina završio vojnu službu.

## Karijera
1985. je odustao od telekomunikacijskog posla i pokušao se upisati na glazbenu akademiju, ali se dvaput nije uspio upisati. Njegov otac nije htio da svira bubnjeve, nego trubu. Od 1985. do 1990. tražio je sastav u kojemu može svirati i uspješno je prošao u sastav Die Firma. 1994. se pridružio Kruspeu i Riedelu u formiranju Rammsteina. Nakon što se Till Lindemann priključio sastavu, prijavili su se na glazbeno natjecanje Berlin Senate Metrobeat, te osvojili nagradu da snime demosnimku. Prijašnji Schneiderov sastav, Feeling B, ostao je bez dva člana, koji su postali dio Rammsteina, Paula Landersa i Christiana Lorenza.

## Osobni život
Schneider cijeni svoju privatnost, pa se malo toga zna o tome. U svom je drugom braku s Reginom Gizatulinom. Ima jedno dijete, ali su ime, spol, majka i datum rođenja nepoznati.
Ima nadimak prema svojoj najdražoj igri, Doom.
Također je jednom u intervjuu istakanuo da ima utjecaj Phila Rudda, bubnjara grupe AC/DC.